# Коты Эрмитажа (мультфильм)
«Коты Эрмитажа» — российский анимационный фильм 2023 года режиссёра Василия Ровенского. Лауреат премии «Золотой орёл — 2024».

## Сюжет
Кот Винсент и его нежданный друг, мышь по имени Морис, спасаются от наводнения на клавесине и прибывают в Эрмитаж. Элитные коты-охранники защищают произведения искусства от мышей. Когда в стенах музея оказывается сама «Мона Лиза», Винсент должен остановить её кражу и покорить сердце кошки Клеопатры.

## Роли озвучивали
| Актёр              | Роль                                                          |
| ------------------ | ------------------------------------------------------------- |
| Роман Курцын       | Винсент                                                       |
| Полина Гагарина    | Клеопатра                                                     |
| Павел Прилучный    | Макс                                                          |
| Диомид Виноградов  | Морис / Призрак / Галлон / бульдог / 2-й охранник             |
| Александр Гаврилин | Баллон / Мармелад                                             |
| Антон Эльдаров     | Батон / Рулет / Шоколад / 1-й охранник                        |
| Ирина Киреева      | администратор музея / девушка на корабле / мальчик / аудиогид |

## Восприятие
Ольга Маршева («7 Дней») положительно оценила мультфильм. По её мнению, «режиссёр Василий Ровенский и сценарист Федор Деревянский проводят краткий курс истории живописи для самых маленьких, наделяя своих героев „говорящими“ именами, и заставляя их бегать по залам с Репиным и Ренуаром».
Критик The Guardian Лесли Фельперин дала «Котам Эрмитажа» три звезды из пяти возможных. В своей рецензии она резюмирует: «Всё это выглядит как нечто среднее между книгами Джеймса Мэйхью „Кэти“ о девушке, которая прыгает в картины, и „Русским ковчегом“, снятой одним дублем экскурсией Александра Сокурова по Эрмитажу».
Автор портала Stuff Джеймс Крут в целом не лучшим образом отозвался о работе Ровенского. В одной из своих реплик он отмечает: «Поверьте, эта семейная комедия не сможет пройти тест Бекдел. Но при этом она, скорее всего, провалит и большинство проверок насчёт своей развлекательной ценности и логики».